# Tk (informatique)
Pour les articles homonymes, voir TK.
Tk est une bibliothèque d'interfaces graphiques multiplate-forme. Conçue par John Ousterhout, à l'origine pour son langage de script Tcl, elle s'interface aujourd'hui avec divers langages dont PHP, Perl, Python, Ruby, Lua, Common Lisp, REXX, Ada, Prolog, OCaml, R, Julia, Go, Rust ou APL.

## Leswidgets
| Tk propose nativement une collection de composants d'interface graphique (widgets) : - button (bouton poussoir) - checkbutton (case à cocher) - radiobutton (bouton radio) - label (étiquette) - entry (champ de texte en entrée) - listbox (liste défilante) - tk_optionMenu (liste) - menu (menu déroulant) - menubutton (menu déroulant à partir d'un bouton) - scale (curseur horizontal et vertical) - spinbox (zone de sélection numérique) | - frame (cadre) - labelframe (cadre avec titre) - scrollbar (barre de défilement) - panedwindow (panneau coulissant) - text (conteneur hypertexte évolué) - canvas (conteneur d'objets graphiques 2D évolué) - tk_chooseColor (sélecteur de couleur) - tk_chooseDirectory (sélecteur de répertoire) - tk_dialog (boîte de dialogue modale) - tk_getOpenFile (sélecteur de fichier) - tk_messageBox (boîte de message) - tk_popup (menu contextuel) |

Chaque widget possède des propriétés modifiables selon le type (taille, relief, couleur, contenu, état, événement).

## Gestion de la géométrie
Pour contrôler la dimension et agencer graphiquement les widgets, il existe trois
gestionnaires de géométrie :
- grid (dispose les widgets selon une grille) ;
- pack (empile ou dispose côte-à-côte les widgets selon un ordre relatif) ;
- place (dispose les widgets de manière absolue).

Tant qu’un widget n’est pas associé à un gestionnaire de géométrie, il n’apparaît pas
à l'écran.

## Gestion des événements
À la différence d'un programme en ligne de commande où l'interaction avec l'utilisateur
est séquentielle, l'interface graphique fait intervenir la notion de programmation événementielle avec une autre logique. À tout moment, chaque widget est susceptible d'être affecté par l'action de l'utilisateur (l'événement).
Il existe des événements simples (clic de souris sur un bouton, saisie au clavier dans un champ) et des événements plus complexes (navigation dans un menu ou une liste
déroulante).
À chaque widget est attaché par défaut un certain nombre de réponses automatiques à des événements. Celles-ci correspondent à une gestion des événements de bas niveau où le programmeur n'a que très peu à intervenir. Une boucle événementielle les prend en charge et les répartit.
Ensuite, par l'intermédiaire de l'option -command, on peut lier un widget à un appel de procédure ou une commande extérieure (callback).
Si l'on souhaite associer à un widget une réponse particulière non définie par défaut,
Tcl-Tk dispose d'un mécanisme très flexible grâce à la commande bind.

## Exemples
- Un simple bouton bleu avec écriture blanche associé à une commande pour quitter.

```
pack
 
[
button
 
.b
 
-
text
 
Quitter
 
-
bg
 
blue
 
-
fg
 
white
 
-
command
 
exit
]

```

- Un message d'avertissement avec tk_messageBox.

```
tk_messageBox
 
-
message
 
"Vous devez entrer une valeur entre 1 et 100"
 
\

              
-type
 
ok
 
-
icon
 
warning

```

- Une horloge digitale en 6 lignes de code.

```
proc
 
every
 
{
t
 
script
}
 
{

 
eval
 
$script

 
after
 
$t
 
[
list
 
every
 
$t
 
$script
]

}

pack
 
[
label
 
.horloge
 
-
textvariable
 
time
 
-
font
 
{
Lucida
 
18
}]

every
 
1000
 
{set
 
::
time
 
[
clock
 
format
 
[
clock
 
seconds
]
 
-
format
 
%
H:
%
M:
%
S
]}

```

- Affichage de caractères unicode grecs, russes, hébreux, arabes, chinois et japonais dans un widget text.

```
package
 
require
 
Tk

bind
 
all
 
<
Escape
>
 
{
exit
}

wm
 
title
 
.
 
"Exemple Unicode"

pack
 
[
text
 
.t
 
-
font
 
{
Arial
 
14
}]

.t
 
insert
 
end
 
"

Grec\t\t \u0395\u03BB\u03BB\u03B7\u03BD\u03B9\u03BA\u03AC\u03B3\u03BB\u03CE\u03C3\u03C3\u03B1

Russe\t\t \u0420\u0443\u0441\u0441\u043A\u0438\u0439\u044F\u0437\u044B\u043A

Hebreu\t\t \u05DD\u05D9\u05DC\u05E9\u05D5\u05E8\u05D9\u05DC\u05D9\u05D0\u05E8\u05E9\u05D9

Arabe\t\t \uFE94\uFEF4\uFE91\uFEAE\uFECC\uFEDF\uFE8D\uFE94\uFEE4\uFEE0\uFEDC\uFEDF\uFE8D

Chinois traditionnel\t \u4E2D\u570B\u7684\u6F22\u5B57

Japonais\t\t \u65E5\u672C\u8A9E\u306E\u3072\u3089\u304C\u306A,\u6F22\u5B57\u3068\u30AB\u30BF\u30AB\u30CA

"

```

- Utilisation du widget canvas pour afficher un polygone dont le nombre de côtés varie interactivement à l'aide d'un curseur horizontal.

```
package
 
require
 
Tk

bind
 
all
 
<
Escape
>
 
{
exit
}

proc
 
AffichePolygone
 
{
w
 
x
 
y
 
n
}
 
{

 
set
 
r
 
140
;
 
set
 
angle
 
[expr
 
{
6.28318
/
$n
}]

 
for
 
{set
 
i
 
0
}
 
{
$i
 
<
 
$n
}
 
{
incr
 
i
}
 
{

   
lappend
 
l
 
[expr
 
{
cos
(
$angle
*
$i
)
*
$r
+
$x
}]
 
[expr
 
{
sin
(
$angle
*
$i
)
*
$r
+
$y
}]

 
}

 
$w
 
delete
 
all

 
$w
 
create
 
polygon
 
$l
 
-
outline
 
black
 
-
width
 
1
 
-
fill
 
blue

}

set
 
edge
 
3

wm
 
title
 
.
 
"Polygone"

pack
 
[
canvas
 
.c
 
-
background
 
white
 
-
width
 
320
 
-
height
 
320
]

pack
 
[
scale
 
.sc
 
-
from
 
1
 
-
to
 
12
 
-
length
 
240
 
-
resolution
 
1
 
\

           
-orient
 
horiz
 
-
bd
 
1
 
-
showvalue
 
true
 
-
variable
 
edge
 
\

           
-command
 
{
AffichePolygone
 
.c
 
160
 
160
}]

```

## Bibliothèque standard
Tk dispose d'une bibliothèque standard appelée Tklib (le pendant pour Tcl étant la Tcllib) exclusivement écrite en Tcl. Elle contient 35 modules pour la représentation graphique de données, la gestion et l'affichage de textes, les tables, les champs d'entrée spécifiques ainsi que les BWidget (une bibliothèque de widgets de haut niveau).

## Histoire de Tk
John Ousterhout a commencé à concevoir cette interface homme-machine (IHM) à la fin de l'année 1988 parallèlement au développement de Tcl. Tk a subi l'influence du système HyperCard d'Apple. Il a été développé en C et était basé sur Xlib en fournissant une dizaine de composants IHM appelés widgets (contraction de window gadget). À cette époque, ils ne fonctionnaient que sous UNIX.
La combinaison de Tcl et Tk (appelé Tcl-Tk ou Tcl/Tk) a été présentée la première fois en janvier 1991 à la Conférence USENIX. Il permettait de s'affranchir de la complexité et du temps de développement accru d'une application écrite avec la bibliothèque Motif. Par la suite, le développement de Tk était suffisamment découplé de celui de Tcl pour être utilisé avec d'autres langages. Les versions pour Windows et Macintosh sont apparues en 1994 sous l'impulsion des développeurs du laboratoire de Sun Microsystems. Par souci de clarté, en août 1997 a été prise la décision d'aligner les numéros de version de Tk sur ceux de Tcl.
En décembre 2007 sort Tcl-Tk 8.5. Cette version a la particularité d'inclure un moteur de thèmes qui améliore grandement l'aspect visuel de l'interface graphique rompant ainsi définitivement avec l'héritage de la bibliothèque Motif.
En décembre 2012, sort Tcl-Tk 8.6. Un travail a été effectué sur les coordonnées des objets dans le widget canvas et sur le support du format PNG.
Le 26 septembre 2024 sort Tcl-Tk 9.0. Il supporte partiellement le format SVG, donne accès aux notifications, à la barre des tâches et au gestionnaire d'impression. Il permet également la rotation des objets graphiques dans le widget canvas.

### Historique des versions significatives
| Version | Date de sortie    | Principales nouveautés |
| ------- | ----------------- | --- |
| 9.0     | 26 septembre 2024 | - Support partiel du format SVG - Accès au système de notification (tk sysnotify) - Accès à la barre des tâches (tk systray) - Accès au gestionnaire d'impression (tk print) - Image en arrière plan dans un frame - Gestion des métadonnées et du canal alpha des images - Onglets verticaux et horizontaux - Rotation des objets graphiques du widget canvas   |
| 8.6     | 20 décembre 2012  | - Support du format PNG avec contrôle du canal alpha - Sélecteur de fonte qui tient compte de la plate-forme - Déplacement absolu des objets dans le widget canvas - Rotation de textes dans le widget canvas - Nom de couleurs aux standards du Web |
| 8.5     | 20 décembre 2007  | - Inclusion d'un moteur de thèmes dans le noyau - Fontes anti-crénelées (anti-aliasées) sous X11 - Un widget text plus fluide et harmonisé sous toutes les plates-formes - Inclusion des onglets, des boîtes combinées, des listes arborescentes et des barres de progression - Gestion de la transparence pour les fenêtres                                     |
| 8.4     | 10 septembre 2002 | - Inclusion des spinbox, des panneaux coulissants (panedwindow) et des cadres avec titre (labelframe) - Calage asymétrique pour la gestion de la géométrie - Widgets composites (texte et image) pour les boutons, les labels et les menus - Gestion de la transparence pour les images                                                                          |
| 8.3     | 10 février 2000   | - Extension des options du widget canvas - Amélioration de la prise en charge des images - Gestion du quadruple clique de souris |
| 8.1     | 29 avril 1999     | - Support d'Unicode |
| 8.0     | 18 août 1997      | - Aspect natif pour les plates-formes Macintosh et Windows - Nouvelle interface pour le widget menu - Nouveau mécanisme pour la gestion des fontes - Inclusion d'applications externes dans Tk sous Unix - Support des images dans le widget text - Tk fonction dans l'environnement sécurisé Safe-Tcl - Alignement des numéros de version de Tk sur ceux de Tcl |
| 4.2     | 16 octobre 1996   | - Réécriture du gestionnaire de géométrie (grid) - Widgets standardisés pour le sélecteur de fichier, le sélecteur de couleur et les boîtes de message - Première version pour Windows et Macintosh |
| 4.1     | 21 avril 1996     | - Nouveau gestionnaire de géométrie (grid) - Amélioration des performances du widget text - Première version pour Windows et Macintosh |
| 4.0     | 1er juillet 1995  | - Support des formats d'image XPM et GIF - Extension des options du widget text - Meilleure compatibilité avec Motif |
| 3.0     | décembre 1992     | - Export en Postscript du contenu du widget canvas - Meilleure gestion des couleurs |
| 2.2     | août 1992         | - Widget text - Amélioration du widget canvas - Commande d'attente d'un événement (tkwait) - Options -state pour neutraliser un widget - Nouvelles options pour les champs en entrée |

## Mots réservés
```
bell
        
labelframe
  
tk_bisque
            
ttk::checkbutton
	
ttk_vsapi

bind
	    
listbox
	
tk_chooseColor
	     
ttk::combobox
	
winfo

bindtags
    
loadTk
      
tk_chooseDirectory
   
ttk::entry
	        
wm
	

bitmap
      
lower
	
tk_dialog
	     
ttk::frame

button
	    
menu
	
tk_focusFollowsMouse
 
ttk::image

canvas
      
menubutton
	
tk_focusNext
	     
ttk::intro

checkbutton
 
message
	
tk_focusPrev
	     
ttk::label

clipboard
   
option
	
tk_getOpenFile
	     
ttk::labelframe
	

colors
	    
options
	
tk_getSaveFile
	     
ttk::menubutton
	

console
	    
pack
	
tk_menuSetFocus
	     
ttk::notebook
	

cursors
	    
panedwindow
	
tk_messageBox
	     
ttk::panedwindow
	

destroy
	    
photo
	
tk_optionMenu
	     
ttk::progressbar
	

entry
	    
place
	
tk_popup
	     
ttk::radiobutton
	

event
	    
radiobutton
	
tk_setPalette
	     
ttk::scale

focus
	    
raise
	
tk_textCopy
	     
ttk::scrollbar
	

font
	    
scale
	
tk_textCut
	     
ttk::separator
	

frame
	    
scrollbar
	
tk_textPaste
	     
ttk::sizegrip
	

grab
	    
selection
	
tkerror
		     
ttk::spinbox

grid
	    
send
	
tkvars
		     
ttk::style
	

image
	    
spinbox
	
tkwait
		     
ttk::treeview
	

keysims
	    
text
	
toplevel
	     
ttk::widget
	

label
	    
tk
		
ttk::button
	     
ttk_image

```

#### Livres
- (fr) Bernard Desgraupes, Tcl/Tk - Apprentissage et Référence, Vuibert,  (ISBN 2-7117-8679-X), 2002.
- (en) John K. Ousterhout, Tcl and the Tk Toolkit, Addison-Wesley, Reading, MA, USA,  (ISBN 0-201-63337-X), 1994. (Draft disponible en ligne)
- (en) Brent B. Welch, Practical Programming in Tcl and Tk, Prentice Hall, Upper Saddle River, NJ, USA,  (ISBN 0-13-038560-3), 2003. (Plusieurs chapitres en ligne)
- (en) J. Adrian Zimmer, Tcl/Tk for Programmers, IEEE Computer Society, distribué par John Wiley and Sons,  (ISBN 0-8186-8515-8), 1998. (Plusieurs chapitres en ligne)
- (en) Cliff Flynt, Tcl/Tk for Real Programmers, Morgan Kaufman Publishers,  (ISBN 0-122-61205-1), 1998.
- (en) Eric Foster-Johnson, Graphical applications with Tcl and Tk, M&T,  (ISBN 1-55851569-0), 1997.
- (en) Mark Harrison et Michael McLennan, Effective Tcl/Tk Programming, Addison-Wesley, Reading, MA, USA,  (ISBN 0-201-63474-0), 1998.
- (en) Mark Harrison (ed), Tcl/Tk Tools, O'Reilly Media,  (ISBN 1-56592-218-2), 1997.

#### Bibliothèques et extensions les plus utilisées
- BLT (ensemble de widgets pour la représentation de données)
- TkZinc (canvas 2D étendu basé sur OpenGL)
- TkPath (canvas au format SVG)
- Img (gestion des formats d'image)
- TkTreeCtrl (listes arborescentes)
- Tcl3d (un conteneur 3D OpenGL)
- Tile (moteur de thèmes)